# Goodbye Pork Pie Hat

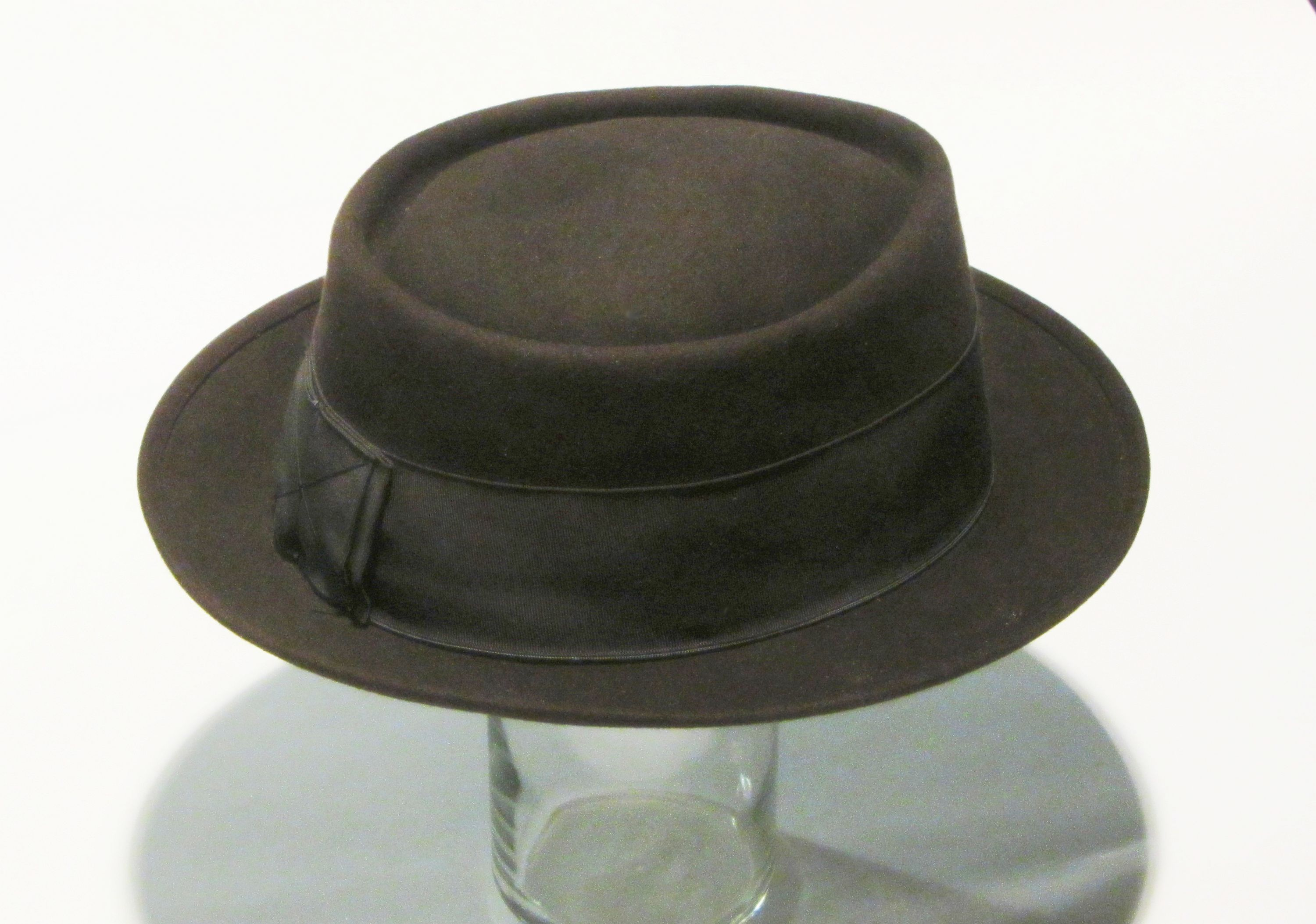
Un clásico sombrero de pastel de cerdo masculino de los años 1940

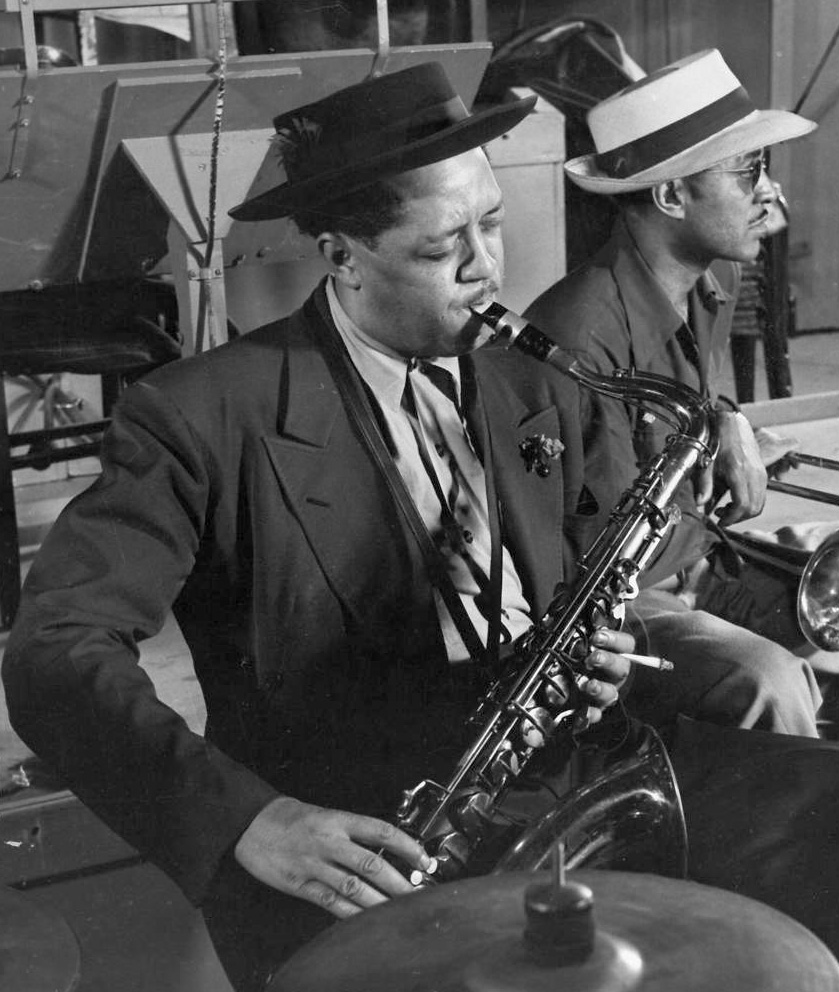
Young (izquierda) en 1944

"Goodbye Pork Pie Hat" ("Adiós sombrero pastel de cerdo") es un tema instrumental de jazz compuesto por el contrabajista Charles Mingus, grabado originalmente por su sexteto en 1959 y publicado en su álbum Mingus Ah Um. Posteriormente fue lanzado en su álbum de 1963, Mingus Mingus Mingus Mingus Mingus como "Tema para Lester Young" y en Three or Four Shades of Blues de 1977.
Compuesto en mi bemol menor, Mingus lo escribió como una elegía para el saxofonista Lester Young (1909-1959), que había muerto dos meses antes de la sesión de grabación y que era conocido por llevar sombreros del tipo "pastel de cerdo" de ala inusualmente ancha. Estos eran "desmontados" por el propio Young, a partir de sombreros que podrían describirse mejor como Homburgs, pero que sólo compraba en "distritos negros". Esto se debía a que, según una entrevista con Young en la edición de noviembre de 1949 de Our World, "no se puede encontrar el tipo adecuado en un barrio gris".

## Momento histórico

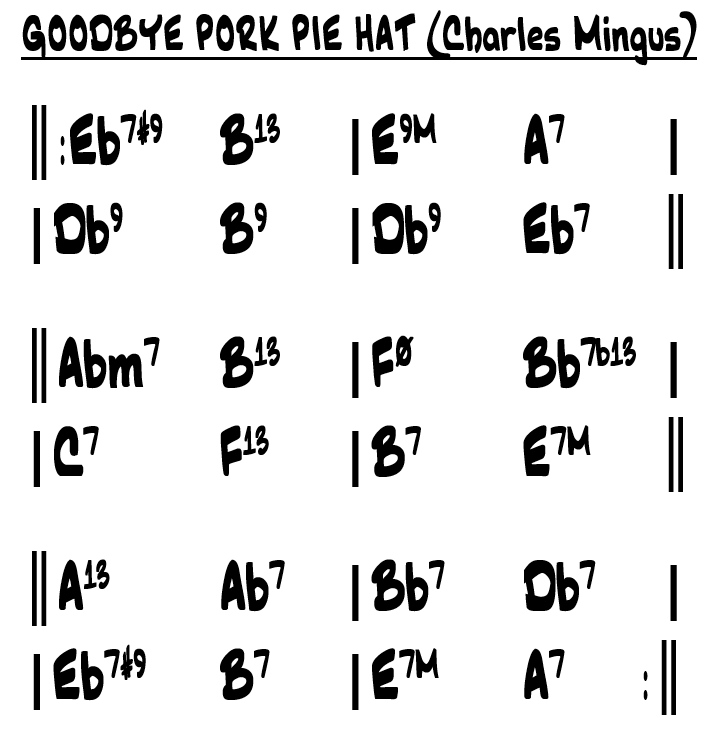
Esquema armónico de "Goodbye Pork Pie Hat", de Charles Mingus

El año 1959 en que se compuso está rodeado de cierta mística para los amantes del jazz. En un período de 12 meses se produjeron muchas de las obras maestras más conocidas del jazz, como Time Out de The Dave Brubeck Quartet y Kind of Blue de Miles Davis o Giant Steps de John Coltrane. Sin embargo, es fácil olvidar que ese año murió el ícono del saxo tenor Lester Young, que falleció el 15 de marzo de 1959 a la edad de 49 años. Charles Mingus quedó profundamente impactado por la pérdida, y la noche que se enteró de la muerte de Young, ofreció un homenaje musical al tenor fallecido durante un concierto en el club Half Note. Allí se tocó un blues en tono menor que sirvió como semilla para "Goodbye Pork Pie Hat".
Mingus a menudo obligaba a los músicos a aprender sus composiciones de oído en lugar de darles partituras, y aunque los miembros de la banda se quejaban de tal imposición "Goodbye Pork Pie Hat" validaba esta técnica. Los acordes en este esquema de doce compases no se parecían en nada a una progresión de blues estándar, pero un improvisador que tenga en mente una escala menor de blues durante toda el tema será más capaz de navegar a través de los acordes que alguien que intente adaptarse a las implicaciones de las escalas de cada cambio escrito. El resultado es mágico: una composición que suena a la vez marcadamente moderna y profundamente tradicional.
Dos meses después de la muerte de Young, Mingus grabó la pieza para su seminal álbum Mingus ah um, y finalmente resultaría ser una de las obras más populares de Mingus, pero no de inmediato. Se hicieron pocas versiones del tema hasta la década de 1970, y probablemente fue la inclusión de la partitura en The Real Book, con sus cambios de tono poco convencionales, los que llevaron el tema al repertorio de los estándar de jazz.

## Versiones
"Goodbye Pork Pie Hat" se convirtió en un estándar de jazz, profusamente interpretada por otros artistas de jazz y jazz fusión. Lo han grabado, entre muchos otros, Anthony Braxton (In the tradition, 1974),  Gary Burton con Ralph Towner (Matchbox, 1975), Art Farmer (Maiden Voyage, 1983), Gil Evans y Steve Lacy (Paris Blues, 1987), Carla Bley (Big band theory, 1993), Stanley Clarke con Larry Carlton (Live at The Greek, 1994), Oliver Lake (Kinda’ up, 1999), Marcus Miller (M², 2001), Paul Motian (Garden of Eden, 2004) y Charlie Mariano con Dieter Ilg (Goodbye Pork Pie Hat, 2009).
Un primer indicio del atractivo de la canción entre géneros se produjo en 1966, cuando fue grabada en Bert and John por el dúo británico de guitarras folk, Bert Jansch y John Renbourn. En lugar de ofrecer una colaboración estrechamente arreglada entre los dos músicos, la interpretación de Jansch y Renbourn se grabó en estéreo, y cada guitarrista ofreció una interpretación diferente de la melodía. Cuando Jansch y Renbourn formaron The Pentangle al año siguiente, un arreglo grupal de la canción se convirtió en un elemento fijo de su repertorio, y una versión grabada en vivo en el Royal Festival Hall de Londres fue lanzada en el LP Sweet Child en 1968. Aunque Pentangle incluyó También cantaron un vocalista principal y tres de los cuatro instrumentistas, no se intentó agregar letra ni scat. Renbourn volvió a hacerlo en 1985, esta vez con el guitarrista de blues estadounidense Stefan Grossman.
El tema adquirió una sorprendente popularidad entre los guitarristas de todo el mundo, pese a que no aparecía ninguna guitarra en la grabación original de Mingus. Tras la versión de Jansch y Renbourn fue incluido en 1971 en el álbum My Goal's Beyond de John McLaughlin; el tema fue grabado con su guitarra acústica en dos pistas con la percusión ocasional de Billy Cobham. Al igual que Renbourn con Pentangle y luego Grossman, McLaughlin también había tocado antes la canción. Había estado involucrado en una grabación en vivo de la canción en Londres en 1967, cuando tocaba la guitarra para el Mike Carr Trio. Ralph Towner realizó una interpretación memorable con Gary Burton en 1974, y el propio Mingus lo regrabó en 1977 junto a los guitarristas Larry Coryell y Philip Catherine en su álbum Three or Four Shades of Blues". Este último proyecto vendió 50.000 copias en los primeros meses, una gran éxito comercial para los estándares de Mingus.

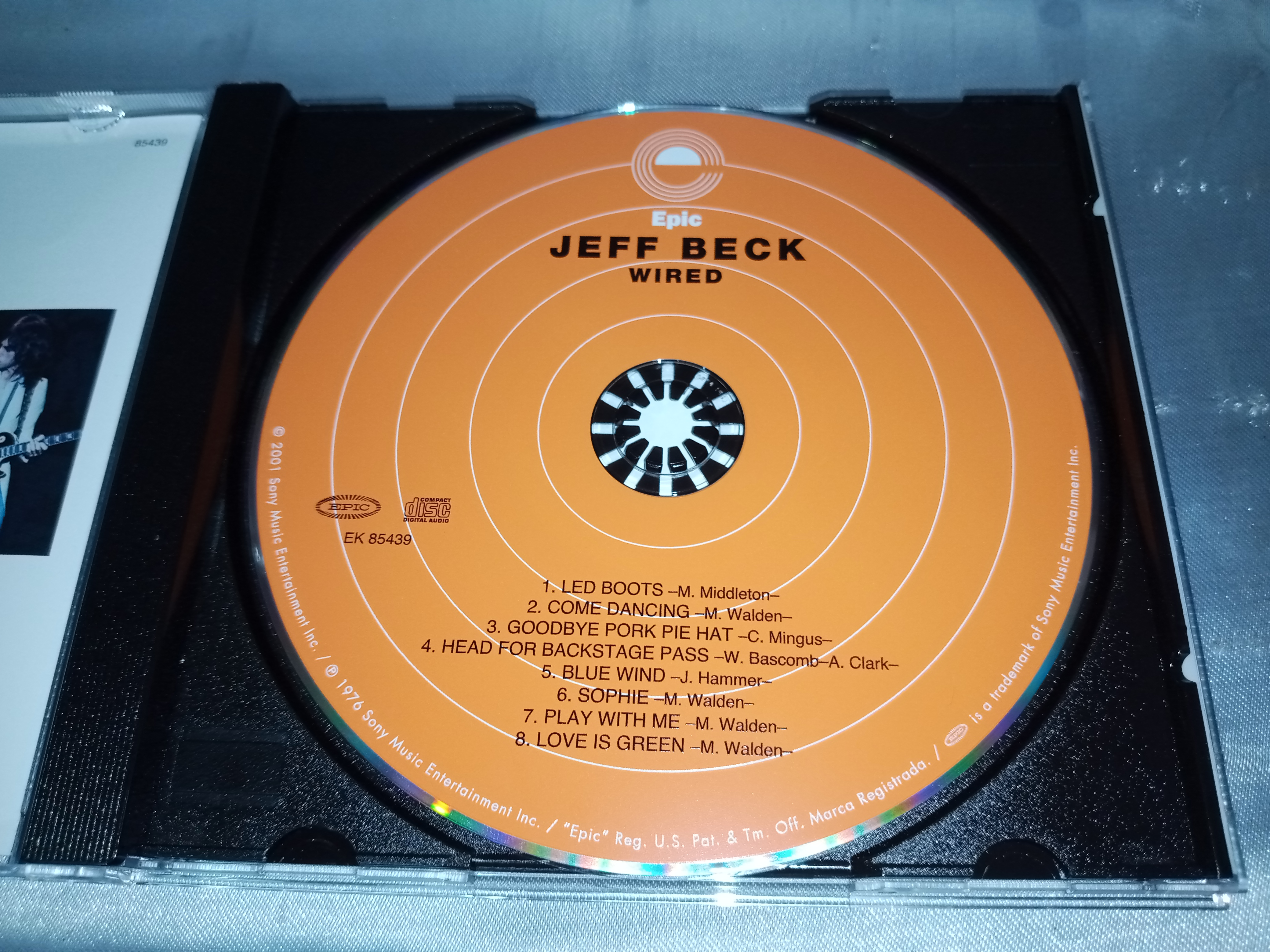
Wired, álbum de Jeff Beck (2001)

Pero la audiencia pudo sorprenderse mucho más a través de la versiones de artistas de pop y rock. El guitarrista Jeff Beck interpretó el tema en su álbum Wired de 1976, con Max Middleton al piano Rhodes y la producción de George Martin. Es una mezcla de blues/jazz-rock/power ballad en la que Beck desarrolla toda la expresividad de su característico uso de la palanca de vibrato.
Se han añadido letras en varias ocasiones. Rahsaan Roland Kirk interpretó la letra de la canción de su álbum de 1976, The Return of the 5000 Lb. Man. Joni Mitchell lo hizo en su álbum Mingus de 1979. La banda rearmonizó mucho el tema, por lo que cada verso que canta Joni tiene detrás acordes diferentes. Charles Mingus era conocido por utilizar muchos acordes dominantes en sus obras, especialmente dominantes alterados, ya que éste era el lenguaje armónico predominante en el jazz de Nueva York de finales de los 50 y principios de los 60. La melodía de los bloques B y C se deriva del solo de saxo tenor de John Handy en el álbum Mingus, ah, um de 1959.
Joni Mitchell cumplió la petición que le hizo Mingus de poner letra a algunos de sus temas clásicos antes de que éste muriera a causa de la ELA. Mitchell transformó esta composición, originalmente un homenaje a un fallecido saxofonista, en una celebración del propio Mingus. El álbum fue lanzado después de la muerte del contrabajista en enero de 1979, y contenía versiones de varias canciones que, en cierto modo, eran incluso más jazzísticas y vanguardistas que las obras originales del propio Mingus, con grandes músicos como Jaco Pastorius, Herbie Hancock y Wayne Shorter apoyándola. Mitchell creó un tributo lírico a Young que abordaba el racismo y la vida nocturna de Nueva York, como le explicó al entonces escritor de Rolling Stone y luego guionista y director, Cameron Crowe, en una rara entrevista.

«Repasamos algunas de las viejas canciones. Con 'Goodbye Pork Pie Hat' nos decidimos inmediatamente... Tuve que encontrar mi propio fraseo para las notas... Estuve bloqueada durante tres meses. Es difícil para mí tomar la historia de otra persona y contar sólo su historia en una canción. Charlie me transmitió toda la información histórica sobre Lester Young y sus antecedentes familiares, sobre sus primeros días como intérprete. Solía bailar claqué en la banda de su familia con su padre y su madre. Estaba casado con una mujer blanca y viajaba por el Sur en una época en la que eso era sencillamente tabú. Muchos de los grandes músicos negros fueron obligados a encerrarse en sótanos o en el circuito chitlin. Así que tenía todos estos detalles, pero todavía no podía, en conciencia, escribir simplemente una canción histórica. Entonces sucedió algo muy mágico. Una noche Don Alias y yo –toca las congas en el disco– estábamos en el metro, y nos bajamos, no sé muy bien por qué, dos paradas antes... Dos manzanas más adelante, bajo estas luces anaranjadas de Nueva York, vimos cómo se reunió una multitud, así que nos dirigimos hacia ellos. Cuando llegamos, un grupo de personas negras rodeaba a dos chiquillos. Era cerca de la medianoche, y los niños estaban haciendo ese baile de mimo robotizado... Estaban bailando bajo uno de esos toldos de tela que llegan hasta la acera de un bar. Miré hacia arriba y el nombre del bar era Pork Pie Hat. La música que bailaban era jazz, que salía de la máquina de discos del interior. Tenían grandes fotografías ampliadas de Lester Young por todas partes. Fue salvaje. De este modo la escena se convirtió en el último verso de la canción. Creo que así encajó la última pieza del rompecabezas. Tenía el pasado y el presente, y los dos niños representaban el futuro, la próxima generación. Por fin, para mí, la canción tenía vida propia.»

La cantante folk inglesa June Tabor lo grabó con la letra de Kirk en un álbum de estándares de jazz lanzado en 1989. Las letras también han sido añadido por Vin D'Onofrio (cuya versión fue grabada por la cantante y pianista japonesa Chie Ayado y por la artista de jazz estadounidense Lauren Hooker. Las letras de Hooker difieren radicalmente de las de versiones anteriores en que abordan la experiencia de abuso doméstico, perpetrada por un hombre que usa un sombrero de pastel de cerdo, en lugar de celebrar la vida y la música de Lester Young en la manera preferida por Kirk y Mitchell. Es interesante la versión de Andy Summers, el que fuera guitarrista de The Police en 1997, de su disco The Last Dance of Mr. X, cercana al jazz pero con sus flangers característicos. La volvió a grabar en 2000 para Peggy's Blue Skylight junto al rapero Q-Tip, esta vez con bases electrónicas y una guitarra con mucha distorsión. También han grabado el tema el teclista Derek Sherinian en su álbum Intertia de 2001. Bernie Worrell también ofreció una versión para piano solo en su álbum de 2013 Elevation: The Upper Air.

## Personal
Charles Mingus: Mingus Ah Um (1959)
- John Handy: saxo tenor
- Booker Ervin: saxo tenor
- Horace Parlan: piano
- Charles Mingus: contrabajo
- Dannie Richmond: batería

Joni Mitchell: Mingus (1979)
- Joni Mitchell: guitarra eléctrica, voz
- Jaco Pastorius: bajo eléctrico (Fender Jazz)
- Wayne Shorter: saxo soprano
- Herbie Hancock: piano eléctrico
- Peter Erskine: batería
- Don Alias: congas

Joni Mitchell: Shadows and Light (1980)
- Joni Mitchell: guitarra eléctrica, voz
- Pat Metheny: guitarra eléctrica
- Jaco Pastorius: bajo eléctrico (Fender Jazz)
- Michael Brecker: saxo tenor
- Lyle Mays: piano eléctrico (piano Rhodes)
- Don Alias: batería, percusión